# Thomas-Institut
Il Thomas-Institut (italiano: Tomasso-Instituto o Istituto Tommaso d'Aquino), appartenente all'Università di Colonia, è stato fondato nel 1950 da Josef Koch. È un centro di ricerca la cui funzione è quella di servire lo studio della filosofia medievale attraverso la preparazione di edizioni critiche e studi storici e sistematici di autori medievali.
Il Thomas-Institut non va confuso col Thomas Instituut te Utrecht dell'Università di Tilburg, fondato da Jan A. Aertsen.

## Storia

### La questione dell'appartenenza
La fondazione del Thomas-Institut nel 1950 è nata dagli sforzi per ripristinare un centro per lo studio della filosofia medievale in Germania dopo la seconda guerra mondiale, che potesse ispirare la ricerca su una tradizione filosofica che incarna idee positive e valori umanisti. Ciò dovrebbe essere fatto in relazione all'Università di Colonia, che, dopo la sua chiusura durante il periodo francese nel 1798, fu rifondata nel 1919 senza la preventiva guida papale. La fondazione di un Istituto di Ricerca Tommaso d'Aquino fu molto controversa perché l'occupazione con la filosofia medievale aveva la reputazione di essere neoscolastica. L'Università di Colonia non aveva una Facoltà di Teologia per risolvere questo problema. Pertanto, la cattedra prevista per la filosofia medievale doveva essere installata nel dipartimento filosofico.
Nessuna cattedra di questo tipo esisteva all'Università di Colonia, sebbene la città di Colonia sia associata a importanti filosofi medievali come Alberto Magno, Tommaso d'Aquino, Giovanni Duns Scoto e Maestro Eccardo. Una cattedra di filosofia medievale dovrebbe anche contrastare l'ignoranza della filosofia moderna su questo periodo della storia della filosofia. Perché il periodo compreso tra la chiusura dell'Accademia di Atene (529) e l'inizio dei tempi moderni con la nascita di Cartesio (1596) non può essere escluso dal patrimonio filosofico dell'Europa. Tuttavia, lo scopo della ricerca nell'istituto dovrebbe essere quello di rendere le conoscenze acquisite utili per i problemi del presente.

### La fondazione del centro di ricerca
Per la nuova cattedra fu scelto Josef Koch, che all'epoca era uno dei più noti esperti di filosofia medievale. Tuttavia, Koch pose come condizione la creazione di un istituto per la ricerca e la pubblicazione di fonti scolastiche presso l'Università di Colonia, poiché altrimenti non vedeva prerequisiti per una cattedra di studi medievali a Colonia.
La fondazione del centro di ricerca è stata sostenuta dal Education Branch dell'American High Commission for Germany a Francoforte sul Meno, poiché Koch è riuscito a conquistare il professore di filosofia americano John O. Riedl della Marquette University di Milwaukee come sostenitore. Fino all'entrata degli Stati Uniti nella seconda guerra mondiale nel 1941, Koch e Riedl avevano già lavorato a stretto contatto alla traduzione dei testi latini dei filosofi medievali.

### Origine del nome dell'istituto
Il nome "Thomas-Institut" risale naturalmente al filosofo medievale Tommaso d'Aquino. Il prenome è stato scelto senza "Santo", senza "Aquino" e anche senza tomismo, perché il nome "Tommaso" (Thomas in tedesco e inglese) non rappresentava necessariamente una dottrina scolastica, ma rappresentava generalmente l'ambito filosofico del pensiero medievale. Un centro di ricerca storica per opere su Meister Eckhart e Nicola Cusano dovrebbe mantenere questa apertura per proteggere il significato generale da equivoci dispregiativi.

## Focalizzazione della ricerca

### Ricerca centrata sull'autore
Un difetto della comprensione dei filosofi medievali è che i loro testi sono scritti in lingue usate solo da poche persone oggi. Pertanto, l'obiettivo della ricerca presso il Thomas-Institut è rendere questi testi accessibili al grande pubblico attraverso la traduzione, l'edizione critica e la pubblicazione di questi testi. Koch e Riedl hanno entrambi utilizzato il metodo di ricerca dell'autore singolo per evidenziare il pensiero di un singolo filosofo. Koch lavora principalmente l'edizione di Meister Eckhart, mentre Riedl era noto per il suo lavoro su Maimonide. Il primo grande progetto in tal senso che il Thomas-Institut ha potuto intraprendere è stata la pubblicazione degli scritti di Niccolò Cusano in traduzione tedesca. Questo progetto dovette essere interrotto nel 1941 e poté essere ripreso nel 1954 con l'aiuto dell'Accademia delle scienze di Heidelberg.

### Ambito dell'indagine
L'ambito della ricerca sui singoli filosofi del Medioevo ha continuato a crescere nel corso degli anni. Il Thomas-Institut si occupa della pubblicazione dei seguenti autori in lingua tedesca:
| - Averroè - Avempace - Tommaso d'Aquino - Meister Eckhart | - Durando di San Porciano - Nicola Cusano - Tommaso di York - Roberto Grossatesta | - Mosè Maimonide - Bonaventura da Bagnoregio - Guillaume Pierre Godin - Shem Tov ben Yosef Falaquera |

### Congressi di studi medievali a Colonia
Il Thomas-Institut è un organizzatore di congressi sul medievalismo, che inizialmente si tenevano ogni anno. Il primo congresso si svolse dall'11 al 13 ottobre 1950, appena un giorno dopo la fondazione del centro di ricerca. A causa del crescente numero di partecipanti, dal 1970 i congressi possono svolgersi a Colonia solo ogni due anni.

## Direttori dell'Istituto di Ricerca
| Direttore         | Periodo     | Alma mater in                  | Discipline                                                  |
| ----------------- | ----------- | ------------------------------ | ----------------------------------------------------------- |
| Josef Koch        | (1950-1954) | Università di Friburgo         | Filosofia, teologia e filologia classica                    |
| Paul Wilpert      | (1954-1967) | Università di Monaco           | Filosofia, psicologia, pedagogia e filologia classica       |
| Albert Zimmermann | (1967-1993) | Università di Colonia          | Filosofia, fisica e matematica                              |
| Jan A. Aertsen    | (1993-2003) | Libera Università di Amsterdam | Filosofia                                                   |
| Andreas Speer     | (2003-oggi) | Università di Bonn             | Filosofia, teologia, filologia classica e storia dell'arte. |